# Алёшкин-Саплыкское сельское поселение
Алешкин-Саплыкское се́льское поселе́ние — муниципальное образование в Дрожжановском районе Татарстана Российской Федерации.
Административный центр — деревня Татарский Саплык.

## История
Статус и границы сельского поселения установлены Законом Республики Татарстан от 31 января 2005 года № 21-ЗРТ «Об установлении границ территорий и статусе муниципального образования "Дрожжановский муниципальный район" и муниципальных образований в его составе».

## Население
| 2002  | 2010  | 2011  | 2012  | 2013  | 2014  | 2015  |
| ----- | ----- | ----- | ----- | ----- | ----- | ----- |
| 1445  | ↘1349 | ↘1344 | ↘1308 | ↘1250 | ↘1239 | ↘1214 |
| 2016  | 2017  | 2018  |       |       |       |       |
| ↘1187 | ↘1179 | ↘1157 |       |       |       |       |

## Состав сельского поселения
| № | Населённый пункт | Тип населённого пункта          | Население |
| - | ---------------- | ------------------------------- | --------- |
| 1 | Алешкин-Саплык   | село                            | 536       |
| 2 | Новая Задоровка  | деревня                         | 73        |
| 3 | Новое Дуваново   | деревня                         | 96        |
| 4 | Старая Задоровка | село                            | 115       |
| 5 | Старое Дуваново  | село                            | 265       |
| 6 | Татарский Саплык | деревня, административный центр | 355       |